# UNIKOM
La Missione di Osservazione delle Nazioni Unite in Iraq e Kuwait (UNIKOM dall'inglese United Nations Iraq-Kuwait Observation Mission) stabilita con la risoluzione 689 del Consiglio di Sicurezza delle Nazioni Unite il 9 aprile 1991 a seguito della prima guerra del Golfo.
Compito del contingente di 133 osservatori era quello di monitorare la “zona demilitarizzata” (DMZ) al confine tra Iraq e Kuwait. Il quartier generale era a Umm Qasr, in Iraq.
Nel corso della missione non sono state rilevate infrazioni rilevanti.
Il mandato dell'UNIKOM è terminato il 6 ottobre 2003 con la fine della seconda guerra del Golfo.
Il contributori furono: Argentina, Austria, Bangladesh, Canada, Cile, Cina, Danimarca, Figi, Finlandia, Francia, Germania, Ghana, Grecia, Ungheria, India, Indonesia, Irlanda, Italia, Kenya, Malaysia, Nigeria, Norvegia, Pakistan, Polonia, Romania, Russia (Unione Sovietica fino al 24 dicembre, 1991), Senegal, Singapore, Svezia, Svizzera, Thailandia, Turchia, Svizzera, USA, Uruguay e Venezuela.